# دوين هولمز
دوين هولمز (بالإنجليزية: Duane Holmes)‏ (6 نوفمبر 1994 بكولومبوس في الولايات المتحدة - ) هو لاعب كرة قدم أمريكي في مركز الوسط. لعب مع نادي بوري وهدرسفيلد تاون ويوفل تاون.

## وصلات خارجية
- دوين هولمز على موقع قاعدة بيانات كرة القدم.إي يو (الإنجليزية)
- دوين هولمز على موقع ناشيونال فوتبول تيمز (الإنجليزية)
- دوين هولمز على موقع Soccerbase.com (لاعب) (الإنجليزية)
- دوين هولمز على موقع Soccerway.com (الإنجليزية)
- دوين هولمز على موقع عالم كرة القدم.نت (الإنجليزية)